# Mallard Peak Lookout
Le Mallard Peak Lookout est une tour de guet du comté de Shoshone, dans l'Idaho, aux États-Unis. Situé à 2 094 mètres d'altitude dans la chaîne Clearwater, il se trouve à la frontière de la forêt nationale de Clearwater et de la forêt nationale de St. Joe. Il est inscrit au Registre national des lieux historiques depuis le 12 avril 1984.